# Wielki Kanał (Chiny)

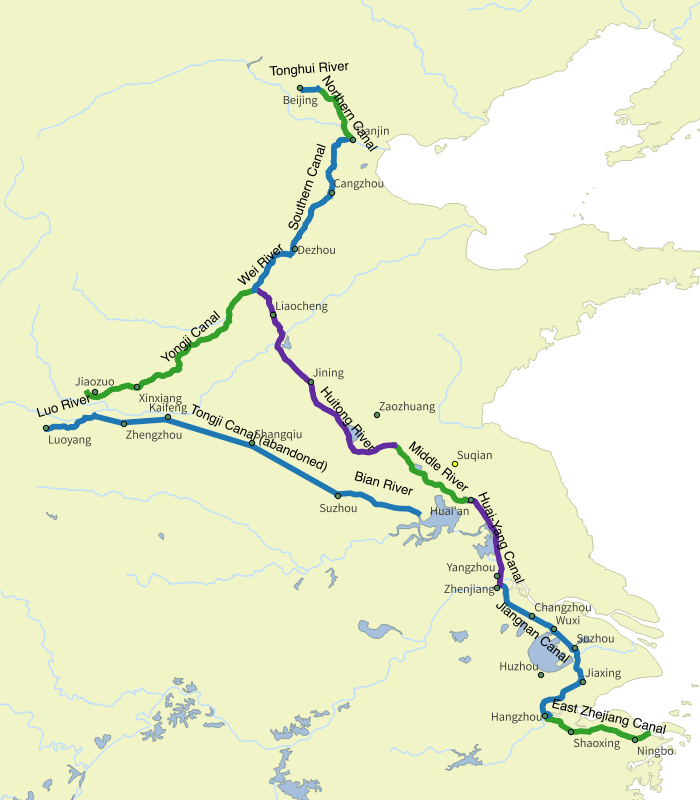
Wielki Kanał

Wielki Kanał – najdłuższy na świecie sztuczny kanał transportowy, budowany w Chinach od V w. p.n.e. Zaczyna się w Hangzhou i dociera do Pekinu. Mierzy ok. 1800 km długości i 20–350 m szerokości. Przecina pięć większych rzek: Jangcy, Rzekę Żółtą, Hai He, Huai He i Qiantang Jiang. Na kanale są 24 śluzy. W 2014 został wpisany na listę światowego dziedzictwa UNESCO.

## Historia
Pierwszy odcinek kanału, liczący 85 kilometrów, został przekopany w 495 p.n.e. i połączył Suzhou z Jangcy. Dziewięć lat później przekopano następny odcinek, który przebiegał przez Yangzhou i kończył się Huai’an nad Huai He. 
Właściwe roboty przy Wielkim Kanale rozpoczęły się dopiero za dynastii Sui. W 605 cesarz Yangdi nakazał przekopać nowy odcinek kanału, łączący ówczesną stolicę Luoyang z dotychczasowym końcem kanału w Huai He. Według źródeł chińskich w robotach brało udział milion ludzi. Ten etap prac zakończono w 611. Wkrótce Yangdi dla usprawnienia manewrów podczas wojen z Koreą nakazał przekopać kolejny odcinek, łączący Luoyang przez Linqing i Dezhou z terenami dzisiejszego Pekinu. Po zakończeniu prac za czasów Yangdi długość kanału wynosiła łącznie 2700 kilometrów.
W okresie dynastii Yuan przekopano 70-kilometrowy odcinek z Jiningu do Dongpingu, a także 125-kilometrowy odcinek z Dongpingu do Lingingu. W ten sposób drogę z Pekinu do Hangzhou skrócono o prawie 1000 kilometrów. Mongołowie nie wykorzystywali jednak w pełni Wielkiego Kanału, ponieważ preferowali zaopatrywanie Pekinu drogą morską. Znaczenie kanałowi przywrócili cesarze dynastii Ming i Qing.
W 1855 na skutek zmiany biegu rzeki Huang He część kanału przebiegająca przez prowincję Shandong stała się bezużyteczna. W 1981 roku rząd Chińskiej Republiki Ludowej podjął decyzję o rekonstrukcji kanału od Hangzhou do Jiningu.